# Maroi Mezien
Maroi Mezien (sinh ngày 28 tháng 10 năm 1988 tại Tunis) là một đô vật tự do người Tunisia. Cô đã tham gia cuộc thi 48 kg tự do tại Thế vận hội Mùa hè 2012; cô đã bị đánh bại trong trận chung kết vòng 1 bởi Hitomi Obara và bị loại trong vòng thi đấu lại bởi Isabelle Sambou.